# 10094 Eijikato
10094 Eijikato è un asteroide della fascia principale. Scoperto nel 1991, presenta un'orbita caratterizzata da un semiasse maggiore pari a 2,5783668 UA e da un'eccentricità di 0,1447333, inclinata di 15,66241° rispetto all'eclittica.